# ハンドボールオーストラリア代表
ハンドボールオーストラリア代表はオーストラリアハンドボール連盟(AHF)によって編成されるオーストラリアのハンドボールナショナルチームである。オセアニア大陸ハンドボール連盟(OCHF)に所属する。

## 成績

### オリンピック
2000年 - 12位

### 世界選手権
- 1999年：24位
- 2003年：21位
- 2005年：24位
- 2007年：24位
- 2009年：24位
- 2011年：24位
- 2013年：

### オセアニア選手権
- 2004年：優勝
- 2006年：優勝
- 2008年：準優勝
- 2010年：優勝
- 2012年：優勝